# Wolfgang Nußbaumer
Wolfgang Nußbaumer (ur. 3 października 1937 w Dornbirn) – austriacki polityk i przedsiębiorca, parlamentarzysta krajowy, deputowany do Parlamentu Europejskiego IV kadencji.

## Życiorys
Ukończył wyższą szkołę zawodową typu Höhere Technische Lehranstalt, a także podyplomowe studia z zakresu zarządzania na Uniwersytecie Ekonomicznym w Wiedniu. Pracował w różnych przedsiębiorstwach, od 1967 w fabryce sprzętu narciarskiego Kästle, pełniąc w niej m.in. funkcję dyrektora zarządzającego. W 1993 zajął się prowadzeniem własnej działalności gospodarczej.
Zaangażował się w działalność polityczną w ramach Wolnościowej Partii Austrii. W latach 1994–1999 (z przerwą w 1996) sprawował mandat posła do Rady Narodowej XIX i XX kadencji. Od 1995 do 1996 był deputowanym do Europarlamentu IV kadencji w ramach delegacji krajowej. W 2000 przeszedł na emeryturę, angażując się w działalność społeczną m.in. w ramach lokalnego oddziału Rotary International w Vorarlbergu.
Odznaczony Srebrną Odznaką Honorową za Zasługi dla Republiki Austrii.